# Slaget vid Callao
Slaget vid Callao (spanska: Combate del Dos de Mayo) inträffade den 2 maj 1866 när den spanska flottan, under befäl av amiral Casto Méndez Núñez, anföll staden Callao i Peru under Chinchakriget. Den spanska flottan bombarderade Callaos hamn (eller El Callao). Enligt peruanska och amerikanska källor lämnade den spanska flottan inga direkta noterbara skador på hamnstaden. Enligt spanska och franska observatörer ska flottan däremot ha tystat nästan alla vapen hos de peruanska försvararna. Detta blev den sista striden mellan spanska och peruanska styrkor.